# Dolac Sekulića
Dolac Sekulića este o arie protejată (sit de importanță comunitară — SCI) din Croația întinsă pe o suprafață de 26,49 ha, integral pe uscat.

## Localizare
Centrul sitului Dolac Sekulića este situat la coordonatele 44°22′18″N 15°45′14″E / 44.371653°N 15.753821°E.

## Înființare
Situl Dolac Sekulića a fost declarat sit de importanță comunitară în iulie 2013 pentru a proteja 1 specie de plante.

## Biodiversitate
Situată în ecoregiunea alpină, aria protejată conține 1 habitat natural: Pajiști uscate din regiunea submediteraneeană estică (Scorzoneratalia villosae).
La baza desemnării sitului se află o specie protejată de  plante: Klasea lycopifolia.